# NGC 2704
NGC 2704 is een balkspiraalstelsel in het sterrenbeeld Lynx. Het hemelobject werd op 18 maart 1787 ontdekt door de Duits-Britse astronoom William Herschel.

## Synoniemen
- IC 2424
- UGC 4678
- MCG 7-19-5
- ZWG 209.9
- PGC 25134